# Miguel Coniata
Miguel Coniata, Acominatus o Miguel de Konya (en griego Μιχαήλ Χωνιάτης; Konia, c. 1140 - isla de Ceos, 1220), fue un escritor bizantino y eclesiástico, hermano mayor del historiador Nicetas Coniates.
Nació en Conas (hoy Honaz, vecina a la antigua Colosas en Frigia). Estudió en Constantinopla y fue alumno de Eustacio de Tesalónica. Alrededor de 1175 fue nombrado Metropolitano de Atenas. En 1204, defendió la Acrópolis de Atenas del ataque de León Esguro, defendiéndolo hasta la llegada de la Cuarta Cruzada en 1205, momento en que le entregó la ciudad. Después de la toma de control por el Imperio Latino, se retiró a la isla de Ceos. Alrededor de 1217 se trasladó de nuevo al monasterio de Vodonitsa cerca de la Termópilas, donde murió. 
Aun siendo conocido por los estudiosos clásicos como el último poseedor de versiones completas de Calímaco, Hecale y Aitia , fue un escritor versátil, y compositor de homilías, discursos y poemas, que, con su correspondencia, arrojar luz sobre la miserable condición de Ática y Atenas en ese momento. Son de destacar su memorial a Alejo III Ángelo sobre los abusos de la administración bizantina, el lamento poético sobre la degeneración de Atenas y la monodia por su hermano Nicetas y Eustacio, arzobispo de Tesalónica.

## Biografía
Figura eminente en las letras del siglo XII y comienzos del XIII, Miguel recibió una excelente instrucción en Constantinopla junto a Eustacio, obispo de Tesalónica. Miguel escogió la carrera eclesiástica y fue metropolitano de Atenas  durante cerca de treinta años; fue un ardiente admirador de la antigüedad helénica.
Vivió en su residencia arzobispal de la Acrópolis. (En la Edad Media  había en el antiguo Partenón un templo consagrado a la Virgen).  Miraba a la ciudad y a sus habitantes con los ojos de un contemporáneo de Platón, y por tanto le espantaba el tremendo abismo que separaba a los atenienses contemporáneos de los helenos de la antigüedad. El idealista Miguel no reparaba en el fenómeno general que se había producido en toda Grecia, transformando la nacionalidad griega. Su concepción ideal chocó en seguida con la dura realidad. En el discurso de presentación a sus feligreses sugirió a los atenienses que siguieran los nobles ejemplos de sus antepasados y citó como ejemplos los nombres de Arístides, Diógenes, Pericles y Temístocles, en un estilo enfático y metafórico henchido de citas antiguas y bíblicas y lleno de metáforas, que resultó oscuro e incomprensible para los auditores del nuevo metropolitano, porque tales expresiones estaban por encima de la comprensión de los atenienses del siglo ΧΙΙ. El ilustrado Miguel lo notó y en uno de sus siguientes sermones dijo con profunda amargura:
¡Oh, ciudad de Atenas, madre de la Sabiduría, y en qué grado de ignorancia has recaído! Cuando me dirigí a vosotros en mi discurso de presentación, que era tan sencillo, tan desprovisto de artificio, pareció que hablaba una lengua incomprensible, oscura y extranjera, persa o escita.
El sabio Miguel Acominatos dejó pronto de ver en sus contemporáneos atenienses a los descendientes directos de los antiguos helenos:
Quedan — escribía — el encanto del país; el Himeto, rico en miel; el tranquilo Pirco; Eleusis, antes misteriosa; la llanura de Maratón; la Acrópolis; pero aquella culta generación amante de las ciencias ha desaparecido y su lugar tomado por una generación inculta, pobre de cuerpo y de espíritu.
Rodeado de bárbaros, Miguel temía convenirse él mismo en grosero y bárbaro. Se quejaba de la alteración de la lengua griega, evolucionada ahora en una especie de dialecto bárbaro, el cual no llegó a comprender hasta después de pasar tres años en Atenas. Miguel habitó en la Acrópolis hasta principios del siglo XIII. A raíz de la conquista de Atenas por los francos(*), hubo de ceder su sede a un obispo latino y pasó la última parte de su vida en la pequeña isla de Ceos, junto al litoral del Ática, y allí murió y fue enterrado en 1220.
Nota*: Aquí la palabra "francos" hace referencia a los europeos occidentales adherentes al catolicismo.

## Obra
Miguel Acominatos dejó una rica herencia literaria que incluye sermones y discursos sobre temas diversos, muchas epístolas y algunos poemas. El conjunto nos da indicaciones preciosas sobre las condiciones políticas, morales y literarias de la vida de su tiempo. Entre sus poemas ha de colocarse, en primer término, una elegía yámbica en honor de Atenas, "primera y única lamentación llegada a nosotros sobre la ruina de la antigua y gloriosa ciudad." En la tosquedad que rodeaba a Atenas y de que habla Miguel, así como en la alteración del idioma, han de verse, ante todo, ciertas huellas de la influencia eslava. 